# Ryan Whitney
Pour les articles homonymes, voir Whitney.
Ryan Whitney (né le 19 février 1983 à Scituate dans le Massachusetts) est un joueur professionnel américain de hockey sur glace. Il évolue en tant que défenseur.

## Biographie

### Carrière LNH
Whitney a été choisi au cours du repêchage d'entrée dans la LNH en 2002 par les Penguins de Pittsburgh au premier tour (5e choix au total). Il a évolué pendant trois ans dans l'équipe des Terriers de Boston dans le championnat universitaire (saisons 2001-2002 à 2003-2004) puis il a rejoint le rang des Penguins de Wilkes-Barre/Scranton au cours de la grève de la saison 2004-2005.

Sous la direction de Michel Therrien, il marque 41 points (dont 6 buts) en 80 matchs de saison et 9 points en 11 matchs de séries éliminatoires.
Le 31 octobre 2005, Dick Tärnström se blesse et Whitney est appelé à jouer pour les Penguins. Il réalise une bonne saison en tant que défenseur assez costaud de l'équipe. Avec l'équipe 2006-2007 des Penguins, ils parviennent pour la première fois aux séries éliminatoires depuis 2002 mais ils perdent au premier tour contre les Sénateurs d'Ottawa. La même année, il est sélectionné pour jouer le 55e Match des étoiles de la Ligue nationale de hockey en tant qu'espoir. Il inscrit alors un but sur une passe de son coéquipier, Jordan Staal.
Le 1er juillet 2007, il signe une prolongation de contrat pour 6 ans et 24 millions de dollars. Avec l'équipe 2007-2008, il parvient à la finale de la Coupe Stanley mais l'équipe perd au sixième match 4 à 2 après avoir remporté le cinquième match de la finale sur la glace des Red Wings de Détroit au bout de trois prolongations.
Le 26 février 2009, il est échangé aux Ducks d'Anaheim contre Eric Tangradi et Chris Kunitz.
À la date limite des transactions le 3 mars 2010, les Ducks l'envoient aux Oilers d'Edmonton en retour de Ľubomír Višňovský.

### Carrière Internationale
Whitney a joué pour l'équipe américaine au cours des championnats 2002 et 2003. Il joue aussi les JO 2010 à Vancouver où il remporte la médaille d'argent.

## Statistiques

### Statistiques en club
| Saison     | Équipe                            | Ligue      |     | Saison régulière | Saison régulière | Saison régulière | Saison régulière | Saison régulière |   | Séries éliminatoires | Séries éliminatoires | Séries éliminatoires | Séries éliminatoires | Séries éliminatoires |
| Saison     | Équipe                            | Ligue      | PJ  | B                | A                | Pts              | Pun              | PJ               | B | A                    | Pts                  | Pun                  |                      |                      |
| 2000-2001  | États-Unis                        | USHL       | 60  | 9                | 31               | 40               | 86               | -                | - | -                    | -                    | -                    |                      |                      |
| 2001-2002  | Terriers de Boston                | NCAA       | 31  | 4                | 15               | 19               | 44               | -                | - | -                    | -                    | -                    |                      |                      |
| 2002-2003  | Terriers de Boston                | NCAA       | 34  | 3                | 10               | 13               | 48               | -                | - | -                    | -                    | -                    |                      |                      |
| 2003-2004  | Terriers de Boston                | NCAA       | 38  | 9                | 16               | 25               | 56               | -                | - | -                    | -                    | -                    |                      |                      |
| 2003-2004  | Penguins de Wilkes-Barre/Scranton | LAH        | -   | -                | -                | -                | -                | 20               | 1 | 9                    | 10                   | 6                    |                      |                      |
| 2004-2005  | Penguins de Wilkes-Barre/Scranton | LAH        | 80  | 6                | 35               | 41               | 101              | 11               | 2 | 7                    | 9                    | 12                   |                      |                      |
| 2005-2006  | Penguins de Pittsburgh            | LNH        | 68  | 6                | 32               | 38               | 85               | -                | - | -                    | -                    | -                    |                      |                      |
| 2006-2007  | Penguins de Pittsburgh            | LNH        | 81  | 14               | 45               | 59               | 77               | 5                | 1 | 1                    | 2                    | 4                    |                      |                      |
| 2007-2008  | Penguins de Pittsburgh            | LNH        | 76  | 12               | 28               | 40               | 45               | 20               | 1 | 5                    | 6                    | 25                   |                      |                      |
| 2008-2009  | Penguins de Wilkes-Barre/Scranton | LAH        | 1   | 0                | 1                | 1                | 2                | -                | - | -                    | -                    | -                    |                      |                      |
| 2008-2009  | Penguins de Pittsburgh            | LNH        | 28  | 2                | 11               | 13               | 16               | -                | - | -                    | -                    | -                    |                      |                      |
| 2008-2009  | Ducks d'Anaheim                   | LNH        | 20  | 0                | 10               | 10               | 12               | 13               | 1 | 5                    | 6                    | 9                    |                      |                      |
| 2009-2010  | Ducks d'Anaheim                   | LNH        | 62  | 4                | 24               | 28               | 48               | -                | - | -                    | -                    | -                    |                      |                      |
| 2009-2010  | Oilers d'Edmonton                 | LNH        | 19  | 3                | 8                | 11               | 22               | -                | - | -                    | -                    | -                    |                      |                      |
| 2010-2011  | Oilers d'Edmonton                 | LNH        | 35  | 2                | 25               | 27               | 33               | -                | - | -                    | -                    | -                    |                      |                      |
| 2011-2012  | Oilers d'Edmonton                 | LNH        | 51  | 3                | 17               | 20               | 16               | -                | - | -                    | -                    | -                    |                      |                      |
| 2012-2013  | Oilers d'Edmonton                 | LNH        | 34  | 4                | 9                | 13               | 23               | -                | - | -                    | -                    | -                    |                      |                      |
| 2013-2014  | Panthers de la Floride            | LNH        | 7   | 0                | 0                | 0                | 6                | -                | - | -                    | -                    | -                    |                      |                      |
| 2013-2014  | Rampage de San Antonio            | LAH        | 45  | 7                | 16               | 23               | 52               | -                | - | -                    | -                    | -                    |                      |                      |
| 2014-2015  | HK Sotchi                         | KHL        | 42  | 6                | 13               | 19               | 23               | 4                | 0 | 1                    | 1                    | 0                    |                      |                      |
| 2015-2016  | MODO Hockey                       | SHL        | 2   | 0                | 0                | 0                | 0                | -                | - | -                    | -                    | -                    |                      |                      |
| Totaux LNH | Totaux LNH                        | Totaux LNH | 481 | 50               | 209              | 259              | 383              | 38               | 3 | 11                   | 14                   | 40                   |                      |                      |

### Statistiques en équipe nationale
| Année | Équipe         | Compétition                          |   | PJ | B | A | Pts | Pun               |  | Résultat |
| 2001  | États-Unis U18 | Championnat du monde moins de 18 ans | 6 | 0  | 1 | 1 | 8   | 6e place          |  |          |
| 2002  | États-Unis U20 | Championnat du monde junior          | 7 | 1  | 2 | 3 | 20  | 5e place          |  |          |
| 2003  | États-Unis U20 | Championnat du monde junior          | 7 | 1  | 4 | 5 | 14  | 4e place          |  |          |
| 2010  | États-Unis     | Jeux olympiques                      | 6 | 0  | 0 | 0 | 0   | Médaille d'argent |  |          |